# Chianocco
Chianocco is een gemeente in de Italiaanse provincie Turijn (regio Piëmont) en telt 1705 inwoners (31-12-2004). De oppervlakte bedraagt 18,6 km², de bevolkingsdichtheid is 92 inwoners per km².

## Demografie
Chianocco telt ongeveer 745 huishoudens. Het aantal inwoners steeg in de periode 1991-2001 met 12,6% volgens cijfers uit de tienjaarlijkse volkstellingen van ISTAT.
| Jaar | Inwoneraantal |
| ---- | ------------- |
| 1991 | 1501          |
| 2001 | 1690          |

## Geografie
De gemeente ligt op ongeveer 550 m boven zeeniveau.
Chianocco grenst aan de volgende gemeenten: Usseglio, Bruzolo, Bussoleno en San Giorio di Susa.

## Galerij

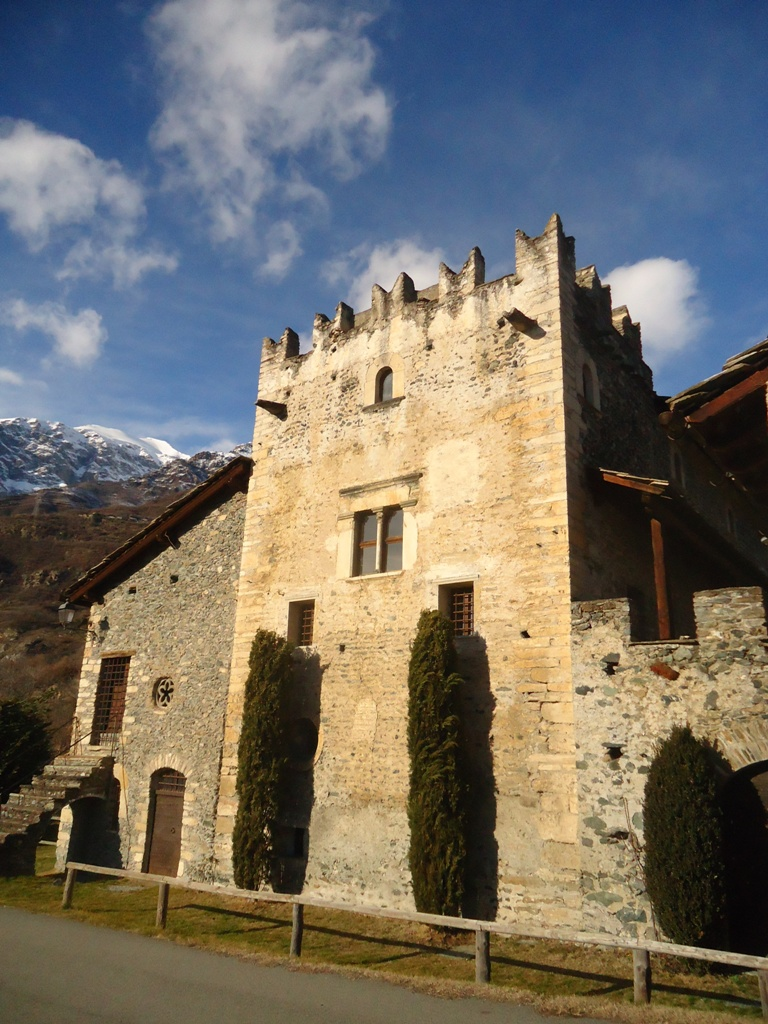
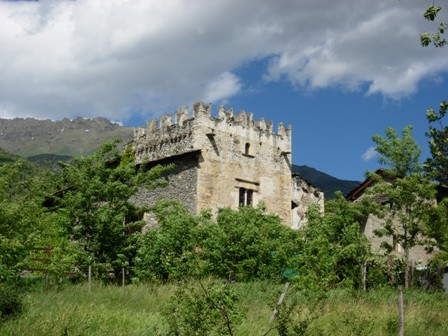
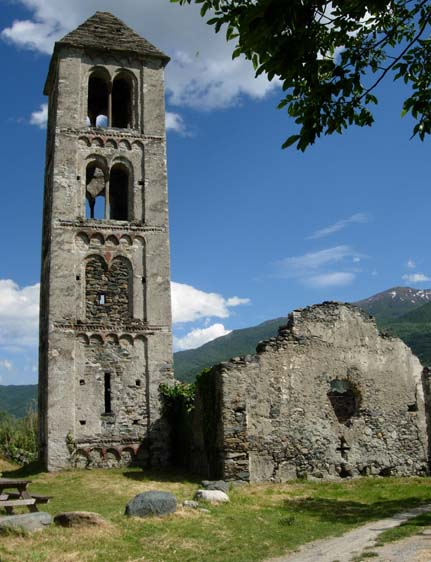
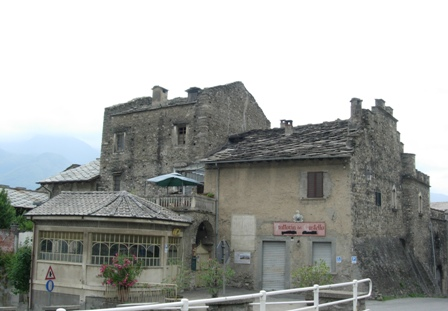

1. ↑  https://demo.istat.it/?l=it.